# Filippos Filippou
Filippos Filippou (in greco: Φίλιππος Φιλίππου; Limisso, 24 giugno 1975) è un ex calciatore cipriota, di ruolo difensore.

## Carriera

### Club
Ha giocato nella massima serie cipriota con diverse squadre.

### Nazionale
Ha esordito con la nazionale cipriota nel 1999, giocando 7 partite fino al 2001.

## Palmarès

### Club

#### Competizioni nazionali
- Coppa di Cipro: 1

Apollon Limassol: 2000-2001